# Telipna albofasciata
Telipna albofasciata är en fjärilsart som beskrevs av Aurivillius 1910. Telipna albofasciata ingår i släktet Telipna och familjen juvelvingar. Inga underarter finns listade i Catalogue of Life.